# صرخة 2
صرخة 2 (بالإنجليزية: Scream 2)‏ هو فيلم تقطيع، كوميدي رعب، وغموض لعام 1997 أخرجه ويس كرافن وكتب السيناريو كيفين ويليامسون. شارك في البطولة كل من نيف كامبل، ديفيد أركيت، كورتني كوكس.

## القصة
تنضم «سيدني» «نيف كامبل» إلي الجامعة وتجد نفسها مرة أخري هدفا لقاتل مضطرب عقليا، لكن هذة المرة، يرتفع عدد الضحايا وتزاد طرق القتل وحشية.

## طاقم التمثيل
- سارة ميشيل غيلار
- ماريسول نيكولز
- ماثيو ليلارد
- نانسي اوديل
- جوشوا جاكسون
- روجر إل. جاكسون
- Éric Etcheverry ‏
- لوك ويلسن
- روز مكغوان
- دوان مارتن
- Christopher Doyle ‏
- آن فليتشر
- سلمى بلير
- ويس كرافن
- كيفين ويليامسون
- آدم شانكمان
- بيتر ديمنغ
- توري سبيلينغ
- ديفيد وارنر
- ديفيد أركيت
- لوري ميتكاف
- تيموثي أوليفانت
- كورتني كوكس، بدور Gale Weathers [الإنجليزية]‏
- نيف كامبل، بدور سيدني بريسكوت
- جيمي كينيدي
- هيذر غراهام
- إليز نيل
- ييف شرايبر
- بورشيا دي روسي
- عمر ايبس
- جيري أوكونيل
- ريبيكا جيرهارت
- جادا بينكيت سميث
- لويس أركيت
- جاسون تروست  [لغات أخرى]‏

## الإنتاج

### التصوير
صُوّر الفيلم في فندق أمباسادور، وكان بيتر ديمنغ مديرًا لتصوير الفيلم.

### الموسيقى
موسيقى الفيلم التصويرية من تلحين ماركو بلترامي.

## الاستقبال

### الجوائز والترشيحات
الجوائز
الترشيحات

## وصلات خارجية
- صرخة 2 على موقع IMDb (الإنجليزية)
- صرخة 2 على موقع ميتاكريتيك (الإنجليزية)
- صرخة 2 على موقع روتن توميتوز (الإنجليزية)
- صرخة 2 على موقع نتفليكس (الإنجليزية)
- صرخة 2 على موقع قاعدة بيانات الأفلام العربية
- صرخة 2 على موقع ألو سيني (الفرنسية)
- صرخة 2 على موقع Turner Classic Movies (الإنجليزية)
- صرخة 2 على موقع أول موفي (الإنجليزية)
- صرخة 2 على موقع بوكس أوفيس موجو (الإنجليزية)
- صرخة 2 على موقع فيلمافينيتي (الإسبانية)